# Super Mario Bros.
Super Mario Bros. (яп. スーパーマリオブラザーズ Су:па: Марио бурадза:дзу, букв. «Братья Супер Марио») — видеоигра в жанре платформера, разработанная и изданная компанией Nintendo для платформы Nintendo Entertainment System (NES). Является наследником игры Mario Bros. (1983) и первой игрой в серии Super Mario. В Японии вышла в сентябре 1985 года для Family Computer; в начале 1986 года, после релиза в США в режиме тестирования для NES, была выпущена на игровых автоматах по всему миру посредством системы Nintendo VS. System. В том же году версия для NES поступила в продажу в Северной Америке, а ещё через год — в PAL-регионах.
Игрок, управляя Марио или его братом Луиджи, исследует Грибное королевство и спасает принцессу Тоудстул от Короля Купы (позднее получившего имя Боузер). Для этого ему необходимо проходить уровни с видом сбоку, избегая препятствий и врагов с помощью таких бонусов, как супергриб, огненный цветок и суперзвезда.
Сигэру Миямото и Такаси Тэдзука создавали проект как «кульминацию» их трёхлетнего опыта работы над играми для Famicom, в частности над лабиринтом Devil World и сайд-скроллерами Excitebike и Kung-Fu Master, а также над «атлетическими» играми Donkey Kong и Mario Bros.. Первый уровень, World 1-1, представляет собой обучение основам геймплея.
Многие журналисты называют Super Mario Bros. одной из величайших видеоигр, в частности из-за простого управления. Она неоднократно перевыпускалась на большинстве консолей Nintendo и входит в список самых продаваемых компьютерных игр в истории. По мнению журналистов, эта игра, как и сама консоль NES, поспособствовала восстановлению индустрии после кризиса 1983 года и популяризации платформеров с видом сбоку. Саундтрек Кодзи Кондо является одним из самых популярных видеоигровых саундтреков. Персонаж Марио стал неотъемлемой частью поп-культуры, а Super Mario Bros. породила мультимедийную франшизу, включающую в себя продолжительную серию игр, мультсериал, аниме, фильм и мультфильм.

## Игровой процесс

Первый уровень «третьего мира». На скриншоте изображён Марио, подобравший огненный цветок

Super Mario Bros. — игра в жанре платформера, в которой игрок, управляя протагонистом по имени Марио, должен пройти через всё Грибное королевство, чтобы победить Боузера и спасти принцессу Тоудстул. В режиме многопользовательской игры второй игрок управляет Луиджи, братом Марио, играющим в сюжете аналогичную роль:7.
На каждом уровне в Грибном королевстве Марио может собирать монеты. Также встречаются блоки со знаком вопроса («?»), ударив которые, игрок получает больше монет или особые предметы. Если игрок получит супергриб (англ. Super Mushroom), Марио вырастет вдвое и сможет разбивать блоки над собой. Этот предмет защищает персонажа от одного врага или препятствия:12. Игроки начинают уровень с определённым количеством жизней, но могут его увеличить, подбирая спрятанные в блоках грибы жизни (англ. 1-Up Mushroom) зелёного цвета, собирая 100 монет, побеждая нескольких врагов подряд с помощью панциря купы или прыгая на противниках, не касаясь при этом земли. Игрок также имеет возможность создавать секретные блоки с жизнями при условии, что соберёт все монеты на третьем уровне предыдущего мира. Марио лишается жизни, если получает урон, будучи маленьким, выпадает за край экрана или у игрока истекает время. Когда игрок лишается всех жизней, игра заканчивается, однако нажимая и удерживая кнопку «A», он может вернуться к прохождению на первом уровне того мира, в котором умер.
В основном Марио атакует противников, прыгая на них, на что разные враги реагируют по-разному. Так, гумба просто сплющится:12, а купа-трупа спрячется в панцирь, после чего Марио сможет использовать его как метательный снаряд:11. Этими панцирями, как было отмечено выше, можно побеждать других врагов, но при попадании по персонажу игрока ему будет нанесён урон:19. Другим врагам, таким как подводные существа или животные с шипами, урон нанести нельзя. Врагов выше себя Марио способен победить, ударив в прыжке блок, на котором те стоят. Иногда в блоках «?» Марио попадаются огненные цветы; когда игрок их подбирает, цвет одежды героя меняется и он получает способность швыряться огненными шарами. Самый редкий бонус в игре — суперзвезда, которую можно найти, ударив по скрытым или невидимым блокам. Этот бонус даёт Марио временную неуязвимость от всех незначительных препятствий:10.

Схватка с Боузером, уровень 8-4. На изображении обычный Марио

Всего в игре восемь миров, в каждом из которых по четыре уровня:7. На подводных уровнях присутствуют особые водоплавающие противники. Присутствуют секретные зоны, где игрок может добыть больше монет или обнаружить трубы, позволяющие быстро попасть в другие миры. Последний уровень каждого мира представляет собой огненный подземный замок, где игрок сражается с Боузером на висячем мосту над лавой; первые семь боссов на самом деле являются замаскированными приспешниками Боузера, а с настоящим Марио сражается в восьмом мире. Боссов можно победить, перепрыгнув их или пробежав под ними и добравшись до топора в конце моста, либо с помощью огненных шаров. После первого прохождения игрок получает возможность пройти игру ещё раз на более высоком уровне сложности. Сложность проявляется в том, например, что все гумбы заменены на похожих на купа-труп каскожуков (англ. Buzzy Beetles), которых нельзя победить с помощью огненного цветка.

## Сюжет
Действие происходит после событий игры Mario Bros. Братья Марио и Луиджи через трубу переносятся из Нью-Йорка в сказочное Грибное королевство. В королевство вторгается племя купа-труп, похожих на черепах существ, которые с помощью магических способностей своего правителя Боузера превращают жителей королевства в неодушевлённые предметы — кирпичи, камни и деревья. Боузер и его подчинённые похищают принцессу Тоудстул, правительницу Грибного королевства и единственную, кто способен обратить заклятие вспять. Узнав об этом, братья задаются целью спасти королевство и принцессу:2. По пути они побеждают войска Боузера, а после каждой битвы с боссом слышат от Тоада следующую фразу: «Спасибо тебе, Марио! Но наша принцесса в другом замке!». Добравшись до настоящего Боузера и одержав победу, братья освобождают принцессу и спасают Грибное королевство.

## Разработка

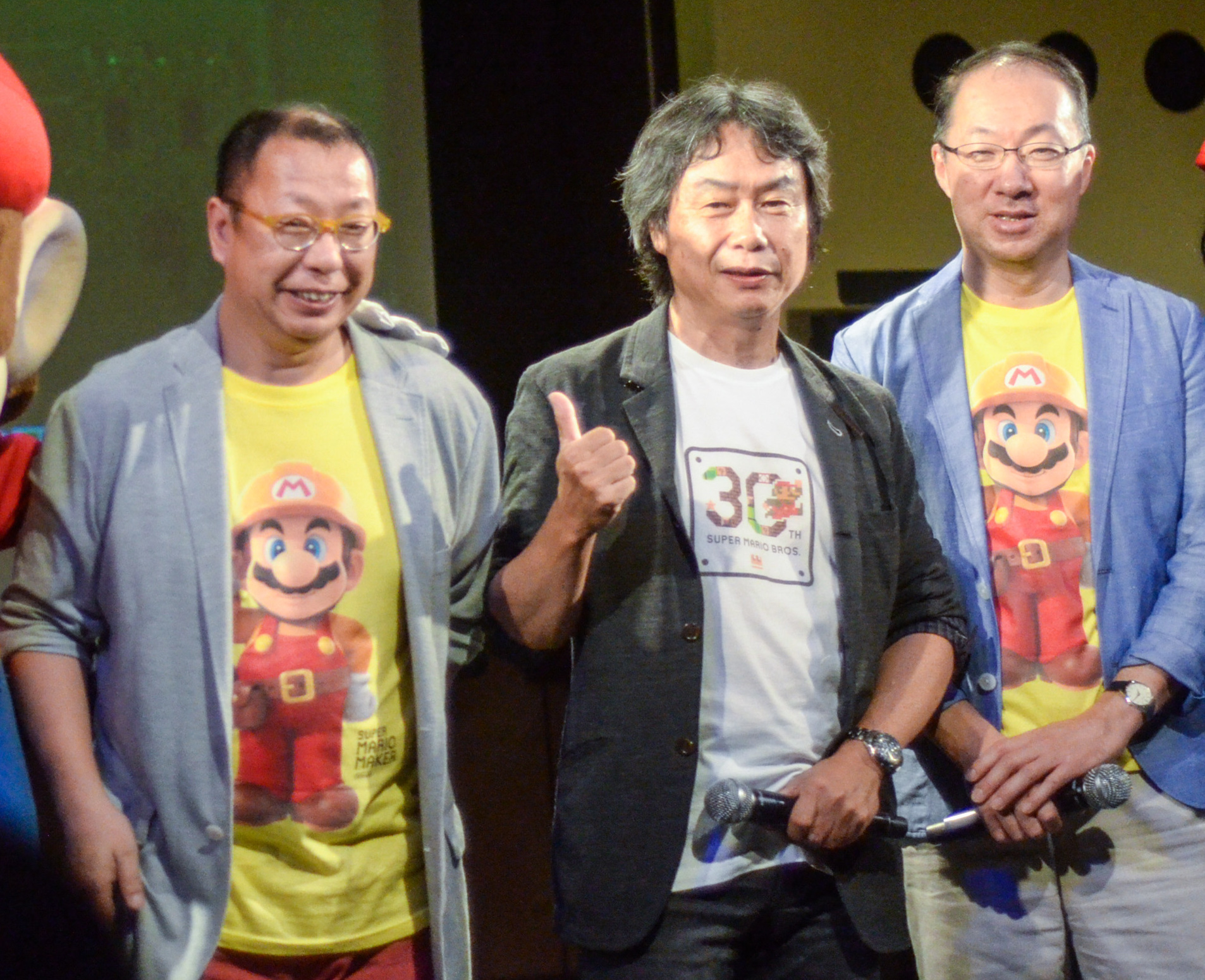
Геймдизайнеры Такаси Тэдзука и Сигэру Миямото и композитор Кодзи Кондо в 2015 году

Разработкой Super Mario Bros. занимались геймдизайнеры Сигэру Миямото и Такаси Тэдзука из компании Nintendo Creative Department и программист Тосихико Накаго из студии SRD, давнего партнёра Nintendo, а впоследствии — её дочерней компании. Игра Mario Bros., выпущенная в 1983 году, представляла собой аркадный платформер, действие которого происходит в одной локации на чёрном фоне. В отношении игр, которые впоследствии стали называться платформерами, Миямото использовал термин «атлетические игры». Работая над Super Mario Bros., он хотел создать более яркую «атлетическую игру» с подвижной камерой и бо́льшим количеством персонажей.
Создание Super Mario Bros. было призвано стать кульминацией технического опыта, полученного разработчиками при создании игр Devil World, Excitebike и Kung Fu, но помимо этого, они также хотели дальше развивать жанр «атлетических игр», который они разработали в своих первых проектах. Главным образом на то, каким Миямото видел масштабный платформер с видом сбоку, повлияли геймплей гоночной игры Excitebike и beat ’em up-а Kung-Fu Master (последнюю игру Миямото и его команда портировали на NES под названием Kung Fu); Kung-Fu Master, в свою очередь, являлась адаптацией фильма «Закусочная на колёсах» (1984) с Джеки Чаном в главной роли. Во время разработки Excitebike и Kung Fu к Миямото пришла идея платформера, который заставил бы игрока «продумывать стратегию, пока экран прокручивается на большие расстояния», имел бы как наземные, так и подземные уровни, а также цветные задние фоны вместо чёрных. Super Mario Bros. создана на игровом движке, изначально разработанном командой Миямото для Excitebike и позволяющем Марио плавно переходить с шага на бег вместо движения с постоянной скоростью.
Кроме того, Миямото хотел создать проект, который станет «кульминацией» эпохи игр на картриджах в преддверии выхода периферийного устройства Famicom Disk System. Разработка Super Mario Bros. началась осенью 1984 года, и параллельно с ней разрабатывалась другая игра Миямото — The Legend of Zelda, вышедшая на Famicom пятью месяцами позднее. В обеих играх присутствуют схожие элементы, например, огненные препятствия, которые в Mario появляются на уровнях в замках.
Чтобы успеть закончить игру к концу года, Nintendo нацелилась на простоту геймплея. В декабре 1984 года разработчики создали прототип, в котором игрок передвигался по экрану с разрешением 16x32 пикселя. Посмотрев на показатели продаж Mario Bros., Тэдзука предложил сделать Марио главным героем. В феврале 1985 года разработчики придумали бонус супергриб, после чего решили назвать игру Super Mario Bros.. На раннем этапе разработки рассматривалась возможность сделать так, чтобы Марио или Луиджи, летая на ракете, стрелял во врагов, но от этой идеи отказались; отголоски этой концепции сохранились в итоговой версии игры, а именно в бонусных уровнях на небе. Поскольку разработчикам казалось нелогичным, что в Mario Bros. Марио получает урон от прыжка на черепаху, они решили, что в будущих играх о Марио «можно будет прыгать по черепахам, сколько душе угодно». Миямото изначально представлял Боузера как вола, вдохновившись Королём волов из аниме-фильма Alakazam the Great (1960). Однако Тэдзуке казалось, что персонаж выглядит скорее как черепаха, и вместе они создали окончательный дизайн.
Разработка Super Mario Bros. стала одним из первых примеров разделения труда в видеоигровой индустрии, ставшего возможным и необходимым благодаря тому, что Famicom поддерживала игры для аркадных автоматов. Миямото разработал мир игры и возглавил команду из семи программистов и художников, воплотивших свои идеи в коде, спрайтах, музыке и звуковых эффектах. В феврале 1985 к проекту присоединились разработчики предыдущих игровых хитов, которые привнесли в него множество особых техник программирования и дизайнерских изысков, таких как «склоны, лифты, конвейеры и лесенки Donkey Kong; верёвки, брёвна и пружины Donkey Kong Jr.; и вражеские атаки, передвижение противников, застывшие платформы и блоки „POW“ из Mario Bros.».
Разработчики создавали дизайн уровней под маленького Марио с расчётом на то, что в финальной версии он будет больше, но в конце концов решили, что персонаж должен увеличиваться с помощью бонусов. Первоначальный дизайн уровней построен на том, чтобы игроки научились отличать грибы от гумб и видеть в них пользу для персонажа, поэтому на уровне World 1-1 первый появляющийся гриб достаточно тяжело проигнорировать. Идея гриба, увеличивающего главного героя, пришла из японских народных сказок, в которых герои бродят по лесу и едят волшебные грибы; это также было отражено в названии игрового мира — «Грибное королевство». Для того, чтобы сделать получение гриба более приятным для игрока, команда решила сделать Марио маленьким в начале первого уровня. «Когда мы создали прототип большого Марио, он показался нам недостаточно большим. Поэтому нам пришла идея сперва показать его маленьким, чтобы он мог вырасти по мере прохождения игры; тогда игроки могли бы увидеть и почувствовать рост Марио», — объяснил Миямото. Геймдизайнер также опроверг слухи о том, что разработчики включили в игру маленького Марио из-за ошибки, когда на экране появилась лишь верхняя часть его тела. По словам Миямото, подбрасывание панциря черепахи с целью получения дополнительной жизни было тщательно протестировано, но «оказалось, что люди справляются с этим гораздо лучше, чем мы думали». Программные сбои повлияли и на другие особенности игры, например, на выпадение нескольких монет из одного блока.
Super Mario Bros. разрабатывалась для картриджей, вмещавших 256 килобайт памяти, 64 из которых занимали спрайты и графика задних фонов. Из-за ограниченного объёма памяти дизайнеры стали искать возможности экономии места на носителе, что, как подметили сами разработчики, было похоже на весёлое соревновательное ТВ-шоу. Например, для облаков и кустов в игре использовались одни и те же спрайты разных цветов, а декорации сгенерированы с помощью автоматического алгоритма. На момент июля 1985 года у разработчиков было 3—4 недели на выявление и устранение ошибок, связанных с памятью. Переработке также подверглись и звуковые эффекты: звук получения урона используется в тот момент, когда Марио залезает в трубу, а звук прыжка на врага повторяется в момент гребка под водой. По завершении работы разработчики решили в начале представить игроку противников, которых будет легко победить, вместо купа-труп. На тот момент времени проект почти полностью занимал объём памяти на носителе, поэтому команда создала гумб, представлявших собой статичное изображение, которое пролистывается из стороны в сторону. После добавления в игру саундтрека на картридже оставалось ещё около 20 байт свободного места. Миямото заполнил их, добавив спрайт короны, появляющийся рядом со счётчиком жизней у тех игроков, которым удалось набрать хотя бы десять жизней. После этого в августе 1985 года игра ушла в печать на картриджах.

### World 1-1
В период третьего поколения игровых систем обучение игровому процессу встречалось редко. Вместо него то, как устроена структура проекта, игрокам давал понять дизайн уровней. Первый уровень Super Mario Bros. был разработан таким образом, чтобы игрокам пришлось изучать механику игры для продвижения по сюжету. Вместо того чтобы сразу ставить игроков перед препятствиями, уровень представляет их разнообразие путём повторений и эскалаций. Разработчики закончили первый этап к июлю 1985 года, когда на остальную часть игры оставалось 3—4 недели. В интервью изданию Eurogamer Миямото объяснил, что при создании World 1-1 он собрал в нём всё, что нужно игроку для того, чтобы «постепенно начать понимать порядок действий» и то, как работает игра. По словам Миямото, как только игроки поймут механику игры, они смогут играть в неё более свободно, и тогда это будет «их собственная игра».

### Музыкальное сопровождение
Саундтрек из шести композиций и все звуковые эффекты создал саунд-дизайнер Кодзи Кондо. В то время, когда он работал над проектом, основной функцией музыки из игр было привлечение внимания игроков, а не дополнение или улучшение игры. Работа Кондо над Super Mario Bros. стала одним из главных шагов вперёд в становлении музыки как неотъемлемой части видеоигр. При создании саундтрека Кондо ставил перед собой две цели: «показать недвусмысленную звуковую картину игрового мира» и «улучшить эмоциональный и физический опыт игрока».
Музыка в Super Mario Bros. синхронизирована с анимациями различных спрайтов, что позволило Кондо создать ощущение более глубокого погружения. Кондо был не первым композитором, решившимся на подобное, — так, в игре Space Invaders звучит простая мелодия, которая ускоряется в такт движениям пришельцев, вызывая чувство тревоги и надвигающейся обречённости, свойственное повышенному уровню сложности. В то время как в случае с другими играми композиторов нанимали ближе к концу разработки для добавления музыки в уже готовый проект, Кондо являлся частью команды разработчиков практически с самого начала производства. На его композиции повлиял игровой процесс, и он хотел «усилить ощущения» от управления игрой.
В декабре 1984 года Кондо увидел прототип игры, благодаря которому получил представление об её сеттинге и при создании музыки отталкивался уже от этого. Кондо работал, используя маленькое пианино, что помогло ему создать уместные в контексте игры мелодии. По мере работы над проектом композитору начало казаться, что его саундтрек не соответствует темпу игры, и поэтому он решил увеличить темп музыки. Кондо также приходилось дорабатывать свою музыку, основываясь на реакции тестировщиков из Nintendo.

## Выход
13 сентября 1985 года Super Mario Bros. вышла в Японии для консоли Family Computer (Famicom). Позднее в том же году состоялся релиз в Северной Америке на Nintendo Entertainment System (NES). Точная дата североамериканского релиза является предметом споров: большинство источников считает, что проект вышел в октябре 1985 года как стартовая игра NES, вышедшей в США ограниченным тиражом, однако часть журналистов полагает, что на самом деле выпуск игры состоялся в период между ноябрём 1985 года и началом 1986 года.
В 1988 году Super Mario Bros. вышла на одном картридже с шутером со световым пистолетом Duck Hunt, продававшейся вместе с NES в составе набора Action Set. В США было выпущено и продано несколько миллионов копий данной версии игры. В 1990 году уже в составе набора Power Set вышел ещё один картридж, на котором, помимо этих двух игр, была World Class Track Meet. 15 мая 1987 года набор вышел в Европе, а позднее в том же году — в Австралии.

### Порты и повторные выпуски
Super Mario Bros. неоднократно перевыпускалась для других устройств. 21 февраля 1986 года состоялся релиз версии для устройства Famicom Disk System, позволяющего запускать игры на дискетах.
В 1986 году в Японии для персональных компьютеров NEC PC-8801 и Sharp X1 вышел ремейк игры, разработанный компанией Hudson Soft и получивший название Super Mario Bros. Special. Несмотря на то, что в данной версии имеются схожие управление и графика, в ней отсутствуют прокрутка экрана (в связи с техническими ограничениями), а также имеются новые дизайны уровней, новые предметы и новые враги, основанные на персонажах из игр Mario Bros. и Donkey Kong.
Nintendo также выпустила Super Mario Bros. в формате портативной игровой системы в рамках серии Game & Watch, а в ноябре 2020 года вышла новая версия.

#### VS. Super Mario Bros.

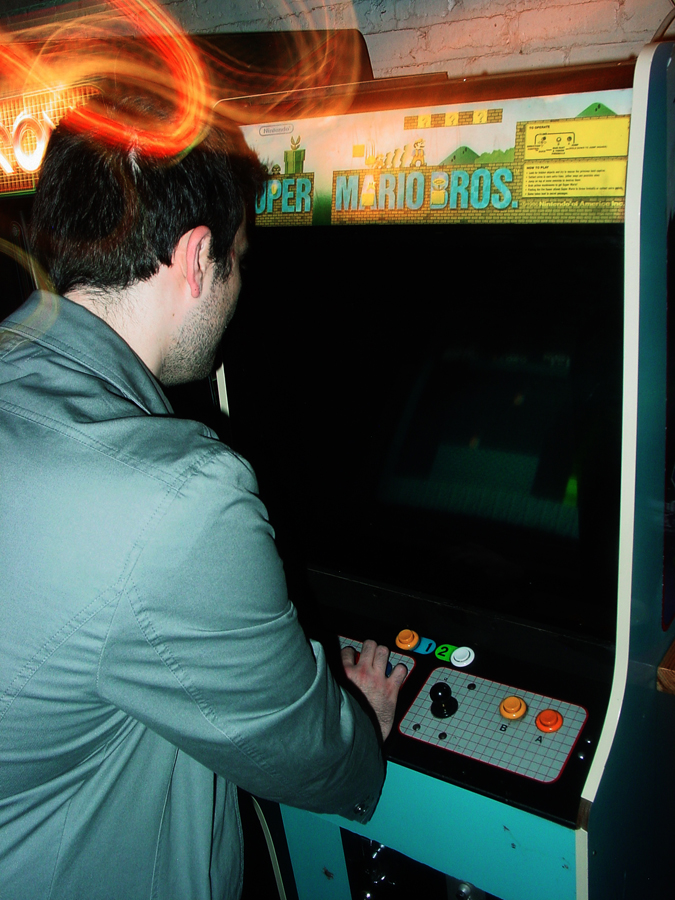
Аркадный автомат VS. Super Mario Bros

VS. Super Mario Bros. — версия игры для аркадных автоматов, выпущенная в 1986 году на Nintendo VS. System и Nintendo VS. Unisystem. Оригинальные уровни в ней стали намного сложнее за счёт сузившихся платформ, более опасных противников, меньшего количества скрытых бонусов и 200 монет, необходимых для получения одной дополнительной жизни, вместо 100. Некоторые усложнённые уровни позднее появились в японском сиквеле игры, Super Mario Bros. 2.
Официально аркадная версия в Японии не выходила. К январю 1986 года в японских игровых залах начали появляться автоматы с перенесённой на них версией для Famicom. Nintendo пригрозила судебными исками (а также наложением штрафов или лишением свободы на срок до трёх лет) владельцам залов, размещавшим у себя автоматы с игрой. Тем не менее нелегально произведённые автоматы были доступны вплоть до 1987 года.
За пределами Японии VS. Super Mario Bros. вышла в начале 1986 года, став таким образом первой версией игры, выпущенной в других странах. Аркадный автомат был впервые представлен на выставке Amusement Trades Exhibition International (ATEI), проводившейся в Лондоне в январе; это событие знаменует дебют Super Mario Bros. в Европе. В феврале 1986 года автомат стал появляться и в других странах, изначально в формате набора для модернизации ПЗУ. В Северной Америке игра была представлена на официальном соревновании во время съезда компании ACME в Чикаго в марте 1986 года, где привлекла особое внимание. Вскоре она обрела большую популярность в американских игровых залах, а в мае 1986 года попала на восьмое место в списке самых прибыльных аркадных игр, составленном журналом Play Meter. За несколько месяцев было продано 20 000 аркадных автоматов, благодаря чему проект стал самым успешным релизом Nintendo VS. System; каждый автомат приносил более $ 200 еженедельно. VS. Super Mario Bros. оказалась на тринадцатом месте в списке самых прибыльных аркадных игр 1986 года, составленном изданием RePlay. В Европе автомат также обрёл популярность — благодаря аркадной версии о Super Mario Bros. узнали многие игроки, у которых не было Nintendo Entertainment System.
22 декабря 2017 года компания Hamster Corporation выпустила аркадную версию на Nintendo Switch в рамках серии Arcade Archives. Журналист Kotaku Крис Колер назвал повышенную сложность игры «самой подлой вещью, на которую когда-либо решалась Nintendo».

### Изменённые версии
11 ноября 2010 года в честь 25-летия Super Mario Bros. Nintendo выпустила в Японии и Австралии особую версию консоли Wii красного цвета с заранее установленной на ней игрой. В этой копии на блоках «?» вместо знака вопроса изображено число 25.
All Night Nippon Super Mario Bros. (яп. オールナイトニッポン スーパーマリオブラザーズ О:рунайто ниппон Су:па: Марио Бурадза:дзу) — промо-версия Super Mario Bros. с улучшенной графикой, основанная на радиопередаче All Night Nippon и выпущенная в Японии в декабре 1986 года для Famicom Disk System. Издателем выступил телеканал Fuji TV. Элементы графического дизайна основаны на данной передаче, а спрайты персонажей изменены для соответствия образам популярных японских музыкантов, диджеев и прочих артистов, связанных с All Night Nippon. Игра использует те же немного улучшенную графику и физику, присущие японской версии Super Mario Bros. 2. В настоящее время игра является очень редкой, а в 2010 году её продавали по цене в $ 500.
Speed Mario Bros. (яп. スピードマリオブラザーズ Супи:до Марио Бурадза:дзу) — обновлённая версия Super Mario Bros. с другим названием и увеличенной скоростью игрового процесса. Вышла на Nintendo 3DS в рамках сборника Ultimate NES Remix.
Super Luigi Bros. — очередная изменённая версия, включённая в сборник NES Remix 2. В ней игрок может управлять только Луиджи в отзеркаленной версии уровня World 1-2, двигаясь справа налево и прыгая выше, чем в оригинале.
Super Mario Bros. 35 — многопользовательская игра в жанре королевской битвы, выпущенная 1 октября 2020 года эксклюзивно для подписчиков сервиса Nintendo Switch Online. Она была доступна до 31 марта 2021 года.

### Ремейки
В сборник Super Mario All-Stars, вышедший в 1993 году для Super Nintendo Entertainment System, помимо ремейка Super Mario Bros., также включены ремейки некоторых других игр серии Super Mario, выходивших на NES. В этой версии Super Mario Bros. графика и звук улучшены в целях совместимости с возможностями 16-битной SNES, а также внесены некоторые незначительные изменения в управление. Игрок может сохранять свой прогресс, а в многопользовательском режиме игроки меняются персонажами после каждого уровня или когда один из персонажей умирает. Super Mario All-Stars также перевыпускался для Wii в честь 25-летия оригинальной игры, причём к изданию также прилагались 32-страничный артбук и CD-диск с саундтреками из игр серии.
10 мая 1999 года в Северной Америке и Европе на Game Boy Color вышла игра Super Mario Bros. Deluxe, а в 2000 году состоялся релиз в Японии эксклюзивно для системы Nintendo Power. Проект основан на оригинальной Super Mario Bros. и включает в себя карту внутриигрового мира, мультиплеер, режим испытаний, в котором игрок находит секретные предметы и набирает определённое число очков в дополнение к прохождению уровня, а также восемь новых миров, основанных на основных локациях из игры Super Mario Bros. 2. В Super Mario Bros. Deluxe присутствует несколько незначительных визуальных изменений — так, вода и лава в игре анимированы, а экран стал меньше из-за низкого разрешения Game Boy Color.

### Эмуляции
Будучи одной из самых популярных игр Nintendo, Super Mario Bros. переиздавалась множество раз, и каждая новая консоль компании (за исключением Nintendo 64) имела свой собственный порт или ремейк игры.
В начале 2003 года в Японии в рамках коллекции Famicom Minis состоялся релиз Super Mario Bros. для Game Boy Advance; в США переиздание стало частью NES Series. Данная версия представляет собой эмуляцию, идентичную оригинальной игре. По данным NPD Group, в период с июня по декабрь 2004 года это была самая продаваемая игра для Game Boy Advance. В 2005 году Nintendo перевыпустила эту версию в честь 20-летия оригинала; специальное издание разошлось тиражом в 876 000 копий.
Super Mario Bros. — одна из девятнадцати разблокируемых игр для NES, включённых в издание игры Animal Crossing для GameCube, которое журнал Famitsu раздавал владельцам расширения Dobitsu no Mori+; никакими иными способами игру получить нельзя, не считая сторонних читерских устройств GameShark и Action Replay.
Также Super Mario Bros. стала одной из тридцати игр, включённых в состав миниатюрной консоли NES Classic Edition. В этой версии игрок может сохранять прогресс и менять стили изображения, среди которых оригинальное разрешение 4:3, «пиксельное» разрешение и стиль, имитирующий внешний вид телевизора с ЭЛТ.

#### Virtual Console
Super Mario Bros. перевыпускалась на нескольких консолях Nintendo посредством сервиса Virtual Console, позволявшего запускать классические игры на современных системах. Релиз для Wii состоялся 2 декабря 2006 года в Японии, 25 декабря — в Северной Америке и 5 января 2007 года — в PAL-регионах. Эта версия также является одной из «пробных игр» в разделе «Шедевры» в игре Super Smash Bros. Brawl, где её можно опробовать в течение ограниченного периода времени.
Версия для Nintendo 3DS вышла в сентябре 2011 года и изначально являлась эксклюзивом для членов амбассадорской программы 3DS. Для всех игра стала доступна 5 января 2012 года в Японии, 16 февраля — в Северной Америке и 1 марта — в Европе. В Virtual Console на Wii U игра вышла 5 июня 2013 года в Японии, 12 сентября — в Европе и 19 сентября — в Северной Америке.

## Восприятие
Super Mario Bros. была успешна как в финансовом плане, так и в плане оценок от критиков. Она поспособствовала росту популярности сайд-скроллеров и стала для NES «приложением-убийцей». После релиза в Японии в сентябре 1985 года за месяц было продано 1,2 млн. За четыре месяца игра разошлась тиражом в 3 млн экземпляров, принеся Nintendo более ¥ 12,2 млрд, что на тот момент времени равнялось $ 72 млн. Успех Super Mario Bros. поспособствовал также росту продаж Famicom — к январю 1986 года число проданных копий равнялось 6,2 млн. К 1987 году было продано 5 млн копий игры для Famicom. В США за 1986 год приобрели более 1 млн экземпляров версии для NES, к 1988 году — более 4 млн, к середине 1989-го — более 18 млн, в начале 1990-го — 18,7 млн, к апрелю того же года — почти 19 млн, а к 1991 году — более 20 млн. К 1994 году по всему миру было продано более 40 млн копий оригинальной версии для NES, а к апрелю 2000 года — 40,23 млн. Благодаря этому Super Mario Bros. попала в «Книгу рекордов Гиннесса» как самая продаваемая видеоигра в истории на тот момент времени.
На данный момент по всему миру было продано 40,24 млн копий игры, 29 млн из которых были приобретены в Северной Америке. С учётом портов и повторных выпусков число проданных экземпляров составляет более 58 млн. Super Mario Bros. более двадцати лет являлась самой продаваемой игрой, пока таковой не стала Wii Sports (2006). Релиз в рамках Virtual Console на Wii также был весьма успешен, к середине 2007 года заняв первое место в топе продаж; в 2009 году за пределами Японии и Кореи было продано 660 000 копий общей стоимостью $ 3,2 млн. В августе 2021 года анонимный покупатель заплатил $ 2 млн за ни разу не вскрывавшийся картридж с Super Mario Bros., побив рекорд другого коллекционера, месяцем ранее купившего аналогичный экземпляр Super Mario 64 за $ 1,56 млн.

### Отзывы современников
| Иноязычные издания | Иноязычные издания      | Иноязычные издания      |
| Издание            | Оценка                  | Оценка                  |
| Издание            | Аркады                  | NES                     |
| ------------------ | ----------------------- | ----------------------- |
| ACE                | N/A                     | 955/1000                |
| CVG                | «Положительно»          | 95 %                    |
| The Games Machine  | N/A                     | 89 %                    |
| Top Score          | «Положительно»          | 4/4                     |
| Награды            |                         |                         |
| Издание            | Награда                 | Награда                 |
| Ассоциация игроков | «Лучшая игра 1986 года» | «Лучшая игра 1986 года» |

Журналистка Computer and Video Games Клэр Эджли оставила положительный отзыв о версии для аркадных автоматов, представленной на выставке ATEI в 1986-м. Хотя графика показалась ей простой в сравнении с другими аркадными играми (такими как Space Harrier от Sega, также присутствовавшей на выставке), её удивила глубина игрового процесса, в том числе длительность прохождения, число секретов и высокая степень требуемой ловкости игрока. Она предположила, что игра станет успешной. Осенью 1986 года издание Top Score оставило свой отзыв на VS. Super Mario Bros. для аркадных автоматов, автор которого заявил, что это «вне всяких сомнений одна из лучших игр» того года и что она в своём геймплее совместила «разнообразие прошедших проверку временем идей» с «некоторыми нововведениями». На премии Players Choice Awards, проводившейся Ассоциацией игроков в январе 1987 года, благодаря большой популярности среди игроков аркадная версия получила приз в категории «Лучшая игра 1986 года».
Журналист Computer Entertainer в обзоре версии для NES в выпуске за июнь 1986 года похвалил «милую и забавную» графику, живую музыку и глубину игры, в том числе разнообразие скрытых сюрпризов. По его словам, она заслуживает «места в зале славы специально для самых залипательных экшен-игр» и эту игру для NES «должен купить каждый». В сентябре того же года подросток-обозреватель Роусон Стовалл написал следующее: «[Вселенная игры и сюжетные] детали… [позволяют] создать особый стиль, благодаря которому [игра в неё] становится долгом». В начале 1987 года свой обзор версии для NES также выпустил Top Score, отметивший, что она по большей части ничем не отличается от версии для аркадных автоматов, и назвавший её «почти идеальной игрой» с простым управлением, «сотнями стимулов» и скрытых бонусов, «постоянно меняющимися» мирами, яркой графикой и «виртуозно сведённой» музыкой.
Журнал The Games Machine опубликовал свой обзор версии для NES до её релиза в Европе в 1987 году, в котором назвал проект «отличным и играбельным»; похвалы удостоились геймплей, который, по словам журналиста, легко понять, не читая инструкцию, и который предлагает несколько путей решения проблем (иногда раздражающих, но полезных), а также «блестящие» графика и звук. В 1989 году ACE назвал игру «бесспорным королём вычурных аркадных адвенчур в стиле платформеров» и отметил, что она «забита тайными уровнями, „переносами“ и скрытыми бонусами, которые не позволят игре вам надоесть». Журнал назвал Super Mario Bros. лучшей доступной в Европе игрой для NES. Computer and Video Games заявил, что Super Mario Bros. — одна из «тех игр, что можно назвать классикой на все времена», обладающей «множеством спрятанных бонусов, тайных шорткатов и загадочных экранов». По мнению журналистов, графика и музыка «хорошие, но не выдающиеся, однако именно крайне увлекательный геймплей делает её одной из лучших игр, которые можно купить за деньги».

### Ретроспективные обзоры
| Сводный рейтинг    | Сводный рейтинг | Сводный рейтинг | Сводный рейтинг | Сводный рейтинг | Сводный рейтинг |
| Издание            | Оценка          | Оценка          | Оценка          | Оценка          | Оценка          |
| Издание            | Аркады          | 3DS             | NES             | Wii             | Wii U           |
| ------------------ | --------------- | --------------- | --------------- | --------------- | --------------- |
| GameRankings       | N/A             | N/A             | 86 %            | N/A             | N/A             |
| Иноязычные издания |                 |                 |                 |                 |                 |
| Издание            | Оценка          | Оценка          | Оценка          | Оценка          | Оценка          |
| Издание            | Аркады          | 3DS             | NES             | Wii             | Wii U           |
| AllGame            | 5/5             | 5/5             | 5/5             | 5/5             | 5/5             |
| GameSpot           | N/A             | N/A             | N/A             | 8,3/10          | N/A             |
| IGN                | N/A             | N/A             | N/A             | 9/10            | N/A             |
| Nintendo Life      | N/A             | N/A             | N/A             | N/A             | 9/10            |
| Pocket Gamer       | N/A             | 3,5/5           | N/A             | N/A             | N/A             |

Ретроспективные отзывы были крайне положительными, игру неоднократно называли одной из лучших в истории. Журнал Nintendo Power назвал Super Mario Bros. четвёртой лучшей игрой для NES, описав её как начало современной эпохи видеоигр и «шедевр Сигэру Миямото». Electronic Gaming Monthly поставил её на первое место в своём списке «Двухсот величайших игр своего времени». Official Nintendo Magazine в 2009 году назвал Super Mario Bros. величайшей игрой Nintendo в истории. IGN трижды включал её в свои списки ста лучших игр: в 2005, 2007 и 2015 годах. В 1997 году Electronic Gaming Monthly назвал версию Super Mario Bros. из сборника All-Stars 37-й лучшей игрой в истории. В 2009 году Game Informer назвал её второй после The Legend of Zelda величайшей игрой и «памятником отличному дизайну и весёлому геймплею». Журналисты Game Informer ещё в 2001 году также поместили Super Mario Bros. на второе место в списке 100 лучших игр. В 2012 году телеканал G4 назвал Super Mario Bros. лучшей видеоигрой в истории, отметив её революционный геймплей и роль, которую она сыграла в восстановлении игровой индустрии в Северной Америке после кризиса 1983 года. В 2014 году IGN назвал Super Mario Bros. «самой важной игрой Nintendo из когда-либо созданных»:9. В 2015 году Национальный музей игр The Strong включил её во Всемирный зал славы видеоигр. В 2017 году сайт Polygon назвал игру восьмой лучшей в серии Super Mario, отметив, что именно с неё началась «традиция франшизы быть исключением из множества правил». Business Insider назвал Super Mario Bros. второй лучшей в серии.
Некоторые критики хвалили игру за понятное управление, позволяющее контролировать высоту и дальность прыжков Марио и Луиджи и скорость их бега. Сайт Allgame дал Super Mario Bros. 5 звёзд из 5, написав, что «то чувство упоения, удивления и, самое главное, удовольствия от первой игры в этот шедевр не описать никакими словами. И хотя сиквелы превзошли её в плане длительности, графики, звука и прочих элементов, Super Mario Bros., как и любая классика, будь то кинофильм или музыка, выдерживает испытание временем и всё так же остаётся весёлой и играбельной»; по мнению сайта, каждый геймер «должен поиграть в неё хотя бы раз, как минимум ради урока истории». В рецензии на версию игры для Virtual Console IGN заявил, что «любой игрок обязан добавить её в свою библиотеку». Обозреватель Nintendo Life Даррен Калверт назвал визуальную составляющую игры «неизбежно устаревшей» по сравнению с современными проектами, но впечатляющей на момент релиза.

### Версия для Game Boy Advance
| Сводный рейтинг    | Сводный рейтинг |
| Агрегатор          | Оценка          |
| ------------------ | --------------- |
| GameRankings       | 80 %            |
| Metacritic         | 84/100          |
| Иноязычные издания |                 |
| Издание            | Оценка          |
| AllGame            | 3,5/5           |

Согласно агрегатору рецензий Metacritic, порт Super Mario Bros. для Game Boy Advance получил 84 балла из 100. Многие критики, сравнивая его с Super Mario Bros. Deluxe и Super Mario All-Stars, отмечали, что в нём не хватает нового контента, который позволил бы ему выделяться на фоне оригинальной игры. Так, обозреватель сайта 1Up.com Джереми Пэриш назвал игру «самой весёлой из тех, за которые с вас сдерут деньги», похвалив увеличенный по сравнению с Deluxe-версией экран, но раскритиковав недостаток нововведений. Крейг Харрис из IGN назвал проект «маст-хэвом», но посоветовал «не ожидать от него большего, чем перекачанную на маленький картридж для GBA игру с NES». GameSpot поставил порту 6,8 баллов из 10, похвалив игровой процесс, но посетовав на то, что отличия от оригинальной версии с точки зрения графики и технических характеристик «мешают этому переизданию быть таким же суперским, как и оригинал».

## Наследие

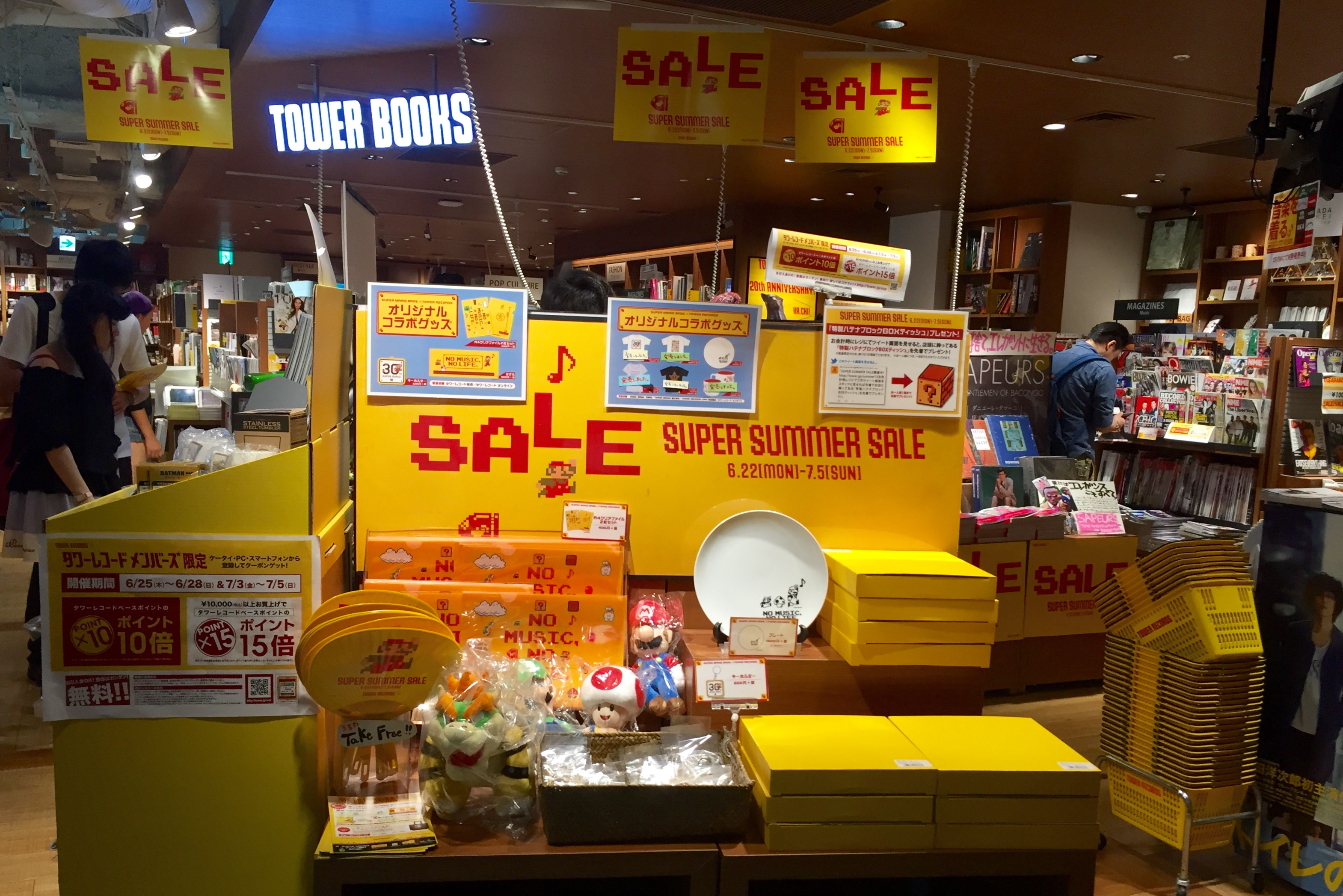
Украшения в тематическом кафе Super Mario в Сибуе в честь тридцатилетия игры

Успех Super Mario Bros. положил начало серии игр Super Mario, которая позднее легла в основу большой франшизы. На NES вышло два прямых продолжения, Super Mario Bros. 2 и Super Mario Bros. 3, которые также были коммерчески успешными. В 1986 году на Famicom Disk System эксклюзивно в Японии вышел ещё один сиквел — там он назывался Super Mario Bros. 2, тогда как в остальном мире он вышел под названием Super Mario Bros.: The Lost Levels. Элементы геймплея, представленные в Super Mario Bros., преобладают почти в каждом её продолжении. На данный момент в рамках основной серии вышло более двадцати игр; почти на каждой консоли Nintendo выпущена как минимум одна игра о Марио. Super Mario 64 считается одной из лучших игр в истории и той, что ознаменовала революцию в жанре платформеров и переход от 2D к 3D. Серия является одной из самых продаваемых — по состоянию на 2023 год по всему миру было продано более 430 млн копий игр. В 2010 году, в честь 25-летия Super Mario Bros., Nintendo в дополнение к ограниченному изданию Wii красного цвета выпустила аналогичную версию Nintendo DSi XL. К её 30-летию компания выпустила для Wii U игру под названием Super Mario Maker, в которой игрок может сам создавать уровни в стилях разных игр серии Super Mario, используя ассеты из них.
Благодаря успеху игры персонаж Марио стал всемирно известной культурной иконой; исследование, проведённое в США в 1990 году, показало, что о Марио знает больше детей, чем о Микки Маусе. Саундтрек Кодзи Кондо также получил широкое распространение в поп-культуре, а тема подземного мира присутствует почти в каждой игре Super Mario. Как было сказано выше, исследователи также склонны полагать, что Super Mario Bros., как и NES, сыграла значимую роль в восстановлении видеоигровой индустрии после кризиса 1983 года. Во время судебного процесса между Джерри Брауном и компанией Entertainment Merchants Association Фонд электронных рубежей представил Верховному суду США своё экспертное заключение, направленное на отмену закона, запрещающего жестокие компьютерные игры в штате Калифорния. В нём приводились результаты социологического исследования, согласно которому несколько игр (в том числе Super Mario Bros.) содержат мультяшное насилие, аналогичное сценам из мультфильмов с участием Могучего мышонка и Дорожного бегуна, которые отрицательной реакции у публики не вызывали.
Из-за культового статуса Super Mario Bros. в игровой индустрии её экземпляры в идеальном состоянии пользуются спросом у коллекционеров. В 2019 году нераспакованная копия игры в почти идеальном состоянии была продана более чем за $ 100 000, что привлекло внимание большего числа собирателей. В июле 2020 года уже за $ 114 000 была приобретена аналогичная копия, датируемая периодом перехода Nintendo от использования наклеек-пломб на картриджах к термоусадочной плёнке; на тот момент времени это была самая высокая цена за компьютерную игру.
Разработчик игры Sonic the Hedgehog (1991) Юдзи Нака признавался, что Super Mario Bros. стала для него одним из основных источников вдохновения. По словам Наки, идея пришла к нему, когда он спидранил уровень World 1-1 и решил создать платформер, в котором надо бежать настолько быстро, насколько это возможно.
Игра стала источником вдохновения для ряда фанатских проектов. Так, в 2009 году компания SwingSwing выпустила Tuper Tario Tros., в которой совмещены элементы Super Mario Bros. и «Тетриса». В 2010 году Джей Павлина выпустил бесплатную браузерную игру под названием Super Mario Bros. Crossover, представляющую собой полную копию оригинала, в которой игрок может управлять персонажами из прочих игр Nintendo: Мегаменом, Линком (The Legend of Zelda), Самус Аран (Metroid), Саймоном Бельмонтом (Castlevania) и другими. В Mari0, выпущенной в 2012 году, Марио использует портальную пушку из игры Portal (2007), а в Full Screen Mario присутствует редактор уровней. В 2015 году геймдизайнер Джош Миллард выпустил проект в жанре метапрозы под названием Ennuigi, в котором Луиджи не может смириться с отсутствием сюжетного смысла оригинальной игры.
Скоростное прохождение Super Mario Bros. часто является объектом киберспортивных состязаний, выходя за рамки видеоигр, а результаты даже попадают в «Книгу рекордов Гиннесса». В год 25-летия игры в магазине Nintendo World Store спидраннер andrewg, которому тогда принадлежал рекорд, пытался проходить игру, пока за этим наблюдал Миямото. В 2021 году другой спидраннер Niftski стал первым, кому удалось пройти Super Mario Bros. быстрее, чем за 4 минуты и 55 секунд. В данный момент мировой рекорд составляет 4 минуты 54 секунды 565 миллисекунд, что на 533 миллисекунды превышает время прохождения с использованием встроенных инструментов, которое составляет 4 минуты 54 секунды 32 миллисекунды.

### Minus World
Minus World (или World −1) — уровень оригинальной игры, вызванный внутриигровой ошибкой. На уровне World 1-2 есть скрытая зона с трубами, куда игрок может попасть, пробежав мимо стены у выхода; эти трубы перемещают игрока во второй, третий и четвёртый миры. Если у игрока Марио вследствие бага будет проходить сквозь блоки, он сможет пройти сквозь стену и попасть в зону с трубами. В этом случае трубы, ведущие на уровни 2-1 и 4-1, вместо этого перенесут персонажа на подводный уровень под названием World −1. Данный уровень идентичен 2-2 и 7-2, но войдя в трубу в конце, игрок окажется в начале; таким образом, он будет перепроходить уровень до тех пор, пока у Марио не закончатся жизни. Хотя в верхней части экрана название уровня обозначено как «− 1», на самом деле это World 36-1 — программисты не предусмотрели в номере ещё одной цифры, поэтому оставили пробел.
В японской версии игры для Famicom Disk System баг с Minus World проявляется по-разному, создавая различные проходимые уровни. World −1 является подводной версией World 1-3, на которой присутствуют палитра и музыка подводного уровня, а также спрайты принцессы Тоудстул, Боузера и братцев-молотков. World −2 идентичен World 7-3, а World −3 — 4-4 и имеет палитру и музыку подземного уровня; кроме того, в отличие от оригинального уровня, он не зацикливается в случае, если игрок идёт не тем путём. По завершении уровня на экране появляется стандартное сообщение Тоада, но сам Тоад отсутствует. Пройдя все эти уровни, игрок возвращается на титульный экран и получает возможность перепройти игру с повышенным уровнем сложности. Существует ещё множество уровней, подобных Minus World, доступ к которым можно получить с помощью чит-кодов или ромхакинга.

### Вне видеоигр
Существует огромное разнообразие контента по мотивам Super Mario Bros.. В октябре 1985 года издательство Tokuma Shoten опубликовало книгу Super Mario Bros: The Complete Strategy Guide. Её содержание частично представляет собой пересказ статьи из журнала Family Computer Magazine, а новый текст написал Наото Ямамото, который не получил денег за свою работу. В Японии книга разошлась тиражом в 630 000 экземпляров и стала бестселлером 1985 года. В январе 1986 года было продано ещё 680 000 копий. Позднее компания Nintendo of America перевела её на английский язык и издала посредством фан-клуба Nintendo Fun Club и первых выпусков журнала Nintendo Power под названием How to win at Super Mario Bros..
В 1986 году вышел полнометражный аниме-фильм Super Mario Bros.: The Great Mission to Rescue Princess Peach!, одна из первых киноадаптаций компьютерных игр и одно из первых аниме в жанре исэкай. С 1989 по 1990 год выходил американский мультсериал «Супершоу супербратьев Марио», в котором Марио озвучивал профессиональный рестлер Лу Альбано, а Луиджи — Дэнни Уэллс. В 1993 году в кинопрокат вышел игровой фильм «Супербратья Марио», где Марио сыграл Боб Хоскинс, а Луиджи — Джон Легуизамо. В 2023 году состоялась премьера полнометражного мультфильма «Братья Супер Марио в кино», созданного студией Illumination; Марио в нём озвучил Крис Прэтт, а Луиджи — Чарли Дэй.
Компания Gottlieb выпустила в 1992 году пинбольный автомат на основе Super Mario Bros.. Он стал одним из самых продаваемых пинбольных автоматов за 1992 год и был удостоен премии Американской ассоциации игровых автоматов.
Название вида веслоногих ракообразных из семейства Canthocamptidae supermario дано в честь персонажа видеоигры, который, как и этот вид, часто уходит под землю и носит забавные усы.

## Комментарии
1. ↑  Точная дата североамериканского релиза является предметом споров (см. раздел #Выход).
2. ↑  По данным на 1996 год, было продано более 50 млн копий оригинальной Super Mario Bros.[109]. Позднее посредством сервиса Virtual Console на Wii удалось продать ещё 660 000 экземпляров[110]. Super Mario Bros. Deluxe для Game Boy Color разошлась тиражом в 5,07 млн копий, а порт в рамках серии Classic NES для Game Boy Advance купили 2,27 млн раз[111].
3. ↑  Источники: [129][130][131][132][133][134][135][136].